# Luna 6
Luna 6 (rusky Луна-6) byla další sovětskou sondou „druhé generace“ z programu Luna, která měla měkce přistát na Měsíci. V evidenci COSPAR dostala označení 1965-044A. Mise nebyla úspěšná.

## Popis sondy
Oproti sondám první generace (Luna 1-3) byl tento E typ vybaven systémy na korekce a snížení rychlosti letu. Vlastní hmotnost byla 1442 kg. Byla obdobně jako jiné tříose stabilizovaná, její hlavní částí byla kulová nádrž s okysličovadlem, na ní byla palivová nádrž. Sonda měla namontované pouzdro s nafukovacím ochranným krytem. a raketový motor. I tuto sondu vyrobilo konstrukční středisko OKB-1, dnešní RKK Eněrgija.

## Průběh letu

### Po startu
Oproti předchozí nepříliš úspěšné Luně 5 (tvrdý dopad) letěla jen o měsíc později. Start nosné rakety Molnija se sondou byl ráno 8. června 1965 z kosmodromu Bajkonur. Nejprve byla vynesena na nízkou, tzv. parkovací oběžnou dráhu 167-246 km nad Zemí.

### Druhá část letu
Během druhého letového dne byl zapnut korekční raketový motor. Následně ovšem nevypnul a pracoval až do vyčerpání paliva. Sonda se pak stala neovladatelnou a prolétla neřízena 161 000 km od Měsíce. Pak se z ní stala heliocentrická sonda, s níž bylo ztraceno spojení.